# Pharyngomonas
A Pharyngomonas a Discoba Heterolobosea csoportjában lévő Pharyngomonada egyetlen ismert nemzetsége.

## Történet
Típusfaja a P. salina. E fajt először Trichomastix salina néven írta le Entz 1904-ben. Kirby 1932-ben a fajt a Tetramitus, majd Larsen és Patterson 1990-ben a Percolomonas nemzetségbe helyezték át. Macropharyngomonas salina néven írta le Gretchen Vogel 1997-ben, de a Macropharyngomonas nomen nudumnak bizonyult, ezért végül Thomas Cavalier-Smith és Szergej Nyikolajev 2008-ban átnevezte P. salinára.
Második leírt faja a P. kirbyi. Ezt először Nyikolajev  et al. írták le M. halophila néven, de Park és Simpson 2011-ben újbóli felfedezésekor P. kirbyi néven írták le.
Harmadik faja a P. turkanaensis. Ezt a Turkana-tóban mutatták ki Park és Simpson 2015-ben, és az első két fajjal szemben nem hipersós, hanem édesvízben él.

### Rendszertantörténet
Cavalier-Smith 2017-es rendszertanában az Orthokaryota testvércsoportjaként megnevezett [[2022-es rendszertanában az Orthozoa altörzsön belül a Pharyngomonadea osztály egyetlen nemzetségeként írta le. Ez részben megfelel Adl  et al. 2019-es rendszertanának, ahol azonban a Pharyngomonada a Heterolobosea kládjaként szerepel.

## Genetika

### Genetikai azonosítás
18S rRNS-e nem rendelkezik a Tetramitia kládra jellemző 17-1-es hélixszel. Két peroxiszómás β-oxidációt katalizáló enzimet kódoló génje, a peroxiszómás multifunkciós fehérje (MFP) és a peroxiszómás ketoacil-koenzim A-tioláz (ACCA1) a legtöbb eukariótával szemben egyesült.

### Sótűrő fehérjék
Nincsenek a sóbevitelre jellemző savas fehérjéi, azonban több inozit- és 5-hidroxiektoin-szintézisben és szállításban résztvevő fehérjét is jobban expresszál, és hidrofilebbek a fehérjéi, mint tengerekben élő rokonaiké, tehát átlagos sótartalmuk valamivel magasabb lehet.

### Miozinok
Az Amorphea legtöbb fajához és például a Naegleria lovaniensis és Vahlkampfia avara fajokhoz hasonlóan rendelkezhet miozin II-vel az aktomiozin kontrakcióhoz.

## Filogenetika
2011-es felfedezésekor a Heterolobosea bazális nemzetségének bizonyult 18S rRNS-filogenetika szerint.
Pánek  et al. 2025-ben apomorf jellemzőjeként mutatta ki 2 peroxiszómában történő β-oxidációs enzim génjeinek egyesülését.

## Morfológia
4 ostora van, mitokondriális cristái laposak/lemezesek, diktioszóma nincs bennük. Park és Simpson „kettős bikontként” írták le ostorszerkezetét két jobb gyökérrel, melyek mind önálló I-rosthoz és a rizoplaszt egy részéhez kapcsolódnak. Az egyik jobb gyökér kevéssel eredése után kettéválik, és a ventrális sejtszájat és a szubanterior sejtgaratot támasztó legtöbb mikrotubulust adja. A „kettős bikont” név a két egymás melletti kétostorú kinetidára utal, melyek önálló 1. és 2. gyökérrel rendelkeznek.
Számos, a Heterolobosea legtöbb kládjában nem található jellemzője van: ilyenek például a többrétegű C-rostokhoz kapcsolódó nyújtott bal gyökér és a B-rost hangvillaszerű homológja. A tényleges B-rost jelenléte nem igazolt, ezenkívül nem található a sejtszáj alján a zsákmányt a fagocitózis felé irányító mozgó hullám, se ostornyílás.
Egyszeres kinetidákban lévő centriólumai 1 vagy 2 merőleges párt alkotnak, ezért sorolta Cavalier-Smith utolsó rendszertanában az Orthozoa altörzsbe, melyet a Heteroloboseától elkülönített.

### Amőboid szakasz
Az amőboid szakasz a Heterolobosea morfológiai jellemzőivel rendelkezik, például a kitörő állábak, de emellett megtalálhatók a Heterolobosea legtöbb fajában meg nem található morfológiai jellemzők, amilyenek a lassan áramló szabálytalanul hullámzó félholdak kúpos alállábakkal, elágazó hátulsó és ujjszerű kiemelkedésekkel.
Az amőboid szakasz több alakban jelentkezhet: lehet legyező alakú, mely elöl, tojás alakú, mely a mozgás irányában a legszélesebb, vagy téglalap alakú.

## Ökológia
A P. kirbyi 7,5% sótartalom alatt nem, 10–20% közti sótartalom mellett a legjobban szaporodik. Ezzel szemben a P. turkanaensis 1,5–3% közötti sótartalom mellett szaporodik a legjobban, de feltehetően ez is halofil ősből alakulhatott ki.
Bakterivor: Klebsiella aerogenest és Salinivibrio-fajokat eszik. Ostoros állapota 2 aszinkron mozgású hátulsó ostorával nagy hatósugárban folytonos áramlást hoz létre.

## Életciklus
Életciklusa amőboid, ostoros és cisztaállapotból áll. Kizárólag az amőboid szakaszban ismert cisztaképzés.